# Bộ nhớ racetrack

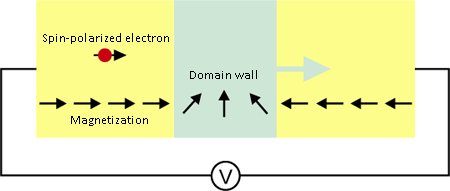
Nguyên lý của bộ nhớ racetrack: thông tin được mã hóa bởi các vách đômen từ được tạo ra từ nguồn tạo vách đômen và điều khiển chạy liên tục trong các dây nano theo nguyên lý spin-torque transfer bằng dòng xung điện tử phân cực spin.

Bộ nhớ racetrack (tiếng Anh: Racetrack memory) là một thế hệ linh kiện bộ nhớ không tự xóa phát triển tại Trung tâm nghiên cứu IBM Almaden bởi nhóm nghiên cứu lãnh đạo bởi Stuart Parkin dựa trên nền tảng công nghệ spintronics lần đầu được đăng ký bản quyền vào năm 2004. Vào đầu năm 2008, phiên bản 3-bit đã được trình diễn thành công và đăng ký bản quyền sáng chế ,. Nếu được phát triển thành công trong công nghiệp, racetrack sẽ cung cấp mật độ lưu trữ cao hơn so với các thiết bị khác như flash RAM hay ổ đĩa thể rắn (SSD) hay ổ cứng từ tính đang phổ biến, với tốc độ ghi đọc thông tin cao vượt trội. Racetrack là thế hệ linh kiện spintronics thứ hai dựa trên việc điều khiển các vách đômen từ tính trong các cấu trúc nano.

## Nguyên lý bộ nhớ
Bộ nhớ racetrack hoạt động dựa trên việc lưu trữ và xử lý thông tin được mã hóa nhờ các vách đômen từ trong các dây nano làm từ các vật liệu từ (ví dụ như dây permalloy...) có chiều rộng khoảng vài trăm nanomet, chiều dày từ vài nanomet đến vài chục nanomet, dài có thể tới vài chục micromet. Nhờ một hệ thống nhân tạo ở đầu dây, các vách đômen được tạo ra từ nguồn và được điều khiển để chúng chạy trong dây nano (như các dòng "ngựa đua" - racetrack) nhờ dòng điện tử phân cực spin theo nguyên lý spin-torque transfer. Các dòng điện tử này thường là dòng xung.
Để đọc thông tin, các đầu đọc tĩnh được sử dụng để ghi nhận tín hiệu từ các vách đômen từ. Đầu đọc thông tin thường là các cảm biến có cấu tạo từ các lớp tiếp xúc từ chui hầm. Mỗi khi vách đômen chạy qua đầu đọc, nó làm thay đổi từ trường đặt vào đầu đọc, do đó tạo ra sự thay đổi về điện trở của lớp tiếp xúc theo nguyên lý từ điện trở chui hầm và tạo ra tín hiệu thông tin.

## So sánh với các linh kiện nhớ khác
Racetrack là kiểu bộ nhớ không tự xóa cho phép đạt được tốc độ đọc/ghi thông tin cao. Sản phẩm thử nghiệm của IBM Almaden cho phép truy suất thông tin trong thời gian cỡ 20-30 ns, nhanh gấp hơn 100 lần so với ổ cứng (cỡ 3000 ns) và nhanh hơn so với bộ nhớ DRAM là loại bộ nhớ bán dẫn nhanh nhất hiện nay (40-60 ns). Theo công bố của IBM năm 2008, các tác giả khẳng định công nghệ hiện tại cho phép có thể tăng tốc độ truy suất lên tới 9.5 ns. Tốc độ đọc ghi thông tin trong racetrack phụ thuộc vào tốc độ dịch chuyển của vách đômen trong dây nano, mà thương phẩm sử dụng hợp kim permalloy cho phép tạo ra tốc độ đạt 110 m/s và có thể cao hơn nữa khi sử dụng các vật liệu khác.

## Các thử thách công nghệ
Thế hệ racetrack đầu tiên phát triển bởi IBM Almaden sử dụng vật liệu permalloy đang gặp phải nhiều thách thức công nghệ. Đầu tiên là vấn đề dòng điện. Thế hệ bộ nhớ này đòi hỏi mật độ dòng điều khiển vách đômen khá cao, lên tới 3.1012 A/m². Dòng điện lớn gây hao tổn nhiều năng lượng và tạo ra nhiều nhiệt gây phá hủy linh kiện. Các thế hệ vật liệu mới đang được phát triển cho phép giảm mật độ dòng điện khoảng 10 lần so với phiên bản cũ, bằng cách sử dụng các vật liệu dạng màng mỏng đa lớp và có dị hướng vuông góc với bề mặt màng mỏng, đồng thời cho phép tăng mật độ lưu trữ nhờ việc giảm chiều dày vách đômen. Nhưng thế hệ vật liệu này lại vấp phải vấn đề độ bền linh kiện do cấu trúc đa lớp với các lớp rất mỏng dễ bị phá hủy do sự khuếch tán giữa các lớp khi dòng điện tỏa nhiều nhiệt trên linh kiện .
Việc bố trí không gian của linh kiện trong điều kiện kết hợp với các phần tử đọc, ghi thông tin cũng là một vấn đề lớn đối với racetrack. IBM đề xuất một bố trí thông minh với các dây nano bố trí trong không gian ba chiều vuông góc với mặt phẳng chứa các phần tử đọc - ghi cho phép tăng mật độ không gian cho các phần tử lưu trữ nhưng lại đối mặt với những thử thách lớn cho việc chế tạo trong công nghiệp. Chính những thử thách này lại đang là động lực khiến cho nghiên cứu về công nghệ này càng trở nên nóng bỏng và trở thành cuộc đua về khoa học và công nghệ giữa các nước có nền khoa học phát triển như Mỹ, Nhật Bản, Anh, Pháp...